# Полутон
Полуто́н (др.-греч. ἡμιτόνιον, лат. semitonium) — музыкальный интервал, равный половине целого тона. Полутон — наименьший интервал в традиционной и академической музыке Европы. «Музыкально-теоретический» полутон, понимаемый как структурный элемент диатонических и хроматических звукорядов, не может быть приведён к единому математико-акустическому значению. То, что музыканты в разные эпохи называли словом «полутон», представляет собой не одну величину, а группу разных величин (числовых значений).
Проблема вычисления размеров полутона — одна из наиболее дискутируемых в теоретических трактатах о музыке со времён античности до установления равномерно темперированного строя (когда она потеряла свою актуальность).

## Акустико-математическое выражение
| Интервал                            | Соотношение частот                   | В центах |
| Апотома пифагорова строя            | 2048 : 2187                          | 113,69   |
| Диатонический полутон чистого строя | 15 : 16                              | 111,73   |
| Большая лимма                       | 128 : 135                            | 92,18    |
| Лимма пифагорова строя              | 243 : 256                            | 90,22    |
| Хроматический полутон               | 24 : 25                              | 70,67    |
| Равномерно темперированный полутон  | 1 : {\displaystyle {\sqrt[{12}]{2}}} | 100      |

## Звучание
- Восходящий полутон  C-Des
- Нисходящий полутон  C-H